# Головний військово-медичний клінічний центр (Центральний клінічний госпіталь) Державної прикордонної служби України
Головний військово-медичний клінічний центр (Центральний клінічний госпіталь) Державної прикордонної служби України — військова частина 1465, є провідною установою з охорони здоров'я службовців та ветеранів Державної прикордонної служби України.
Наразі є клінічною, навчальною, методичною базою служби охорони здоров'я прикордонників держави, багатопрофільним клінічним, лікувально-діагностичним та науковим центром в якому лікуються військовослужбовці прикордонної служби та її ветерани.
Є вагомим структурним підрозділом військової медицини, одним з найважливіших військово-медичних закладів України у загальнодержавній системі військових шпиталів-госпіталів.

## Розташування
Розташований у Києві в екологічно чистій зоні на вулиці Ягідній поблизу Голосіївського природного парку між урочищами Самбурки, Китаєва, Корчуватого, Мишоловки, Багринової гори на території знищеного у радянські часи Спасо-Преображенського скиту, відновлені споруди якого розташовані поруч за парканом госпіталю.
Також поруч розташований Свято-Троїцький монастир Китаївської пустині. Територія госпіталю безпосередньо межує з садами-полями Інституту захисту рослин Національної академії аграрних наук України.

## Сучасний стан
До штату центру входять: клініка амбулаторно-поліклінічної допомоги та сімейної медицини, клініка хірургії (відділення: хірургічне, операційне, ортопедії та травматології з палатами для спинальних хворих, урологічне, отоларингологічне, нейрохірургічне), клініка терапії (відділення: терапевтичне, кардіологічне з палатами інтенсивної реанімації, гастроентерологічне, інфекційне, шкірно-венерологічне, неврологічне з палатами порушень кровообігу, медичної ребіалітації та фізіотерапії, народної та нетрадиційної медицини, лікарсько-льотної та спеціалізованої експертизи), клініка анастезіології, реанімації та інтенсивної терапії, клініка діагностики.
Центральний клінічний госпіталь, відповідно до покладених на нього завдань:
- надає кваліфіковану медичну допомогу персоналу Державної прикордонної служби України та іншим особам, які мають право на лікування в медичних установах Державної прикордонної служби України;
- проводить військово-лікарську експертизу військовослужбовців та інших категорій громадян;
- проводить диспансеризацію прикріпленого персоналу;
- проводить збирання, узагальнення, аналіз медичної інформації про захворюваність і травматизм військовослужбовців, розробляє заходи для їх запобігання в органах охорони державного кордону, частинах та установах у зоні відповідальності;
- організовує медичний облік та звітність у Клінічному госпіталі та в зоні відповідальності;
- подає встановлену звітність до відповідних державних органів, управління охорони здоров'я Департаменту забезпечення Адміністрації Державної прикордонної служби України, інших органів Державної прикордонної служби України;
- організовує атестацію та систематичне підвищення кваліфікації медичних кадрів Клінічного госпіталю;
- організовує медичне постачання, експлуатацію, обслуговування, ремонт апаратури і медичного обладнання Клінічного госпіталю та їх метрологічне забезпечення;
- розробляє і запроваджує в установленому порядку нові, ефективні методики діагностики лікування;
- активно співпрацює з профільними науково-дослідними інститутами, виконує науково-практичні роботи з питань розроблення та запровадження нових, ефективних методів лікування;
- проводить санітарно-просвітницьку роботу серед хворих та обслуговуючого персоналу;
- проводить фінансове планування, своєчасне складання та подання кошторису і встановленої звітності, ведення обліку відповідно до чинного законодавства України;
- розробляє пропозиції щодо оптимізації організаційної структури підрозділів Клінічного госпіталю;
- визначає потреби в матеріально-технічних і медичних ресурсах для функціонування медичних установ та підрозділів зони відповідальності;
- забезпечує розвиток власної матеріально-технічної бази;
- створює комплекс комфортних умов, який супроводжує лікувальну практику;
- здійснює господарську діяльність відповідно вимог Закону України «Про господарську діяльність в Збройних Силах України».

Госпіталь має новітнє відділення реанімації, у якому надається оперативна допомога військовослужбовцям-прикордонникам, які зазнали вогнестрільних поранень чи важких травм під час виконання службових обов'язків.
Під час надзвичайного чи військового стану в державі госпіталь працює в спеціальному режимі діяльності, передбаченому чинним законодавством України. В разі реальних військових дій з задіянням військовослужбовців Державної прикордонної служби України, госпіталь вповноважений на розгортання необхідної кількості польових військових госпіталів.

## Науково-медична діяльність
На базі госпіталю функціонують структурні та навчальні підрозділи (кафедри, лабораторії тощо) закладів вищої медичної освіти 3-го і 4-го рівнів акредитації: Української військово-медичної академії, Національного медичного університету ім. О. Богомольця та [Національна медична академія післядипломної освіти імені П. Л. Шупика|медичної післядипломної освіти], науково-дослідних інститутів актуальних лікувальних профілів Академії медичних наук України та Міністерства охорони здоров'я України.
Забезпечується спільна науково-дослідницька діяльність з лікувально-діагностичного процесу, підготовки та перепідготовки медичних кадрів і проведення та запровадження в реальну медичну практику військових та цивільних лікувальних закладів України новітніх доцільних медичних розробок. На означених медичних кафедрах медики науковці захищають кандидатські та докторські дисертації, регулярно оприлюднюють аналітичні позитивні матеріали у спеціалізованих національних та міжнародних спеціалізованих медичних виданнях, періодично беруть участь у медичних конференціях з питань новітніх досягнень в галузі військової та цивільної медицини за профільними важливими напрямками.

## Структурні підрозділи
Важливими структурними медичними підрозділами Центрального госпіталю є:
- КЛІНІКА ХІРУРГІЇ
- КЛІНІКА ТЕРАПІЇ
- КЛІНІКА АНЕСТЕЗІОЛОГІЇ, РЕАНІМАЦІЇ ТА ІНТЕНСИВНОЇ ТЕРАПІЇ

## Керівники
1. Полковник медичної служби Случ Іван Михайлович (1984—1987)
2. Полковник медичної служби Золотобоєв Євген Миколайович (1988—1993)
3. Полковник медичної служби Глазунов Сергій Васильович (1993—1998)
4. Полковник медичної служби Шлемко Дмитро Іванович (1998—2005)
5. Полковник медичної служби Кав'юк Василь Юрійович (2006—2007)
6. Полковник медичної служби Процик Леонід Іванович (2007—2013)
7. Полковник медичної служби Карнаух Михайло Іванович (2013—2015)
8. Полковник медичної служби Войтенко Світлана Олегівна (2015-по 2019)
9. Полковник медичної служби Лопайчук Володимир Олександрович (2019-по т.ч.)